# Cydia fagiglandana
A cydia fagiglandana, comummente conhecida como bichado-da-castanha, é uma espécie de insetos lepidópteros, mais especificamente de traças, pertencente à família Tortricidae.
A autoridade científica da espécie é Zeller, tendo sido descrita no ano de 1841.

Trata-se de uma espécie presente no território português.